# Ponthoile
Ponthoile település Franciaországban, Somme megyében. Lakosainak száma 584 fő (2022. január 1.). Ponthoile Favières, Forest-Montiers, Nouvion és Noyelles-sur-Mer községekkel határos.

## Népesség
A település népességének változása:
| Lakosok száma | 619  | 624  | 629  | 615  | 611  | 608  | 606  | 604  | 584  |
|               | 2013 | 2015 | 2016 | 2017 | 2018 | 2019 | 2020 | 2021 | 2022 |